# Dan Oakland
Dan Oakland (Originaltitel: Dan August) ist eine US-amerikanische 26-teilige Krimiserie von Produzent Quinn Martin, gedreht zwischen 1970 und 1971. Die Erstausstrahlung fand am 23. September 1970 bei ABC statt. In Deutschland zeigte das Deutsche Fernsehen 18 Episoden der Serie ab dem 18. August 1972.

## Handlung
Lieutenant Dan Oakland (im Original: Dan August) arbeitet bei der Mordkommission in der fiktiven Stadt Santa Luisa in Kalifornien. Bei ihren Ermittlungen bekommen er und sein Partner Sergeant Wilentz es oft mit Leuten zu tun, die zu Oaklands Bekanntenkreis zählen. Dementsprechend gerät er oft in einen Interessenkonflikt, ist aber wiederum extrem bemüht die Unschuld seiner Freunde zu beweisen, auch wenn die Indizien zunächst gegen diese sprechen.

## Besetzung und Synchronisation
Die deutsche Synchronisation entstand im Auftrag der Berliner Synchron.
| Rollenname              | Schauspieler     | Synchronsprecher | Kurzbeschreibung                                        |
| ----------------------- | ---------------- | ---------------- | ------------------------------------------------------- |
| Lt. Dan Oakland         | Burt Reynolds    | Norbert Langer   | Lieutenant bei der Mordkommission von Santa Luisa       |
| Sgt. Charles Wilentz    | Norman Fell      | Gerd Martienzen  | Oaklands Partner bei der Mordkommission von Santa Luisa |
| Chief George Untermeyer | Richard Anderson | Lothar Blumhagen | Polizeichef von Santa Luisa                             |
| Sgt. Joe Rivera         | Ned Romero       | Joachim Kemmer   | Detective bei der Mordkommission von Santa Luisa        |
| Katy Grant              | Ena Hartman      | Barbara Ratthey  | Dispatcher bei der Polizei von Santa Luisa              |

## Episodenliste
(Reihenfolge der Episoden laut imdb)
| Nr. | Deutscher Titel                 | Originaltitel              | Erstausstrahlung USA | Deutschsprachige Erstausstrahlung (D) | Regie            | Drehbuch                          |
| --- | ------------------------------- | -------------------------- | -------------------- | ------------------------------------- | ---------------- | --------------------------------- |
| 1   | Mord auf Umwegen                | In The Eyes Of God         | 23. Sep. 1970        | 20. Okt. 1972                         | George McCowan   | Robert C. Dennis                  |
| 2   | -                               | The Murder Of A Small Town | 30. Sep. 1970        | -                                     | Harvey Hart      | Robert Dozier                     |
| 3   | -                               | Love Is a Nickel Bag       | 7. Okt. 1970         | -                                     | George McCowan   | Arthur Weingarten                 |
| 4   | Der König ist tot               | The King Is Dead           | 14. Okt. 1970        | 22. Sep. 1972                         | Gene Nelson      | Jack Turley                       |
| 5   | -                               | In the Eyes of God         | 21. Okt. 1970        | -                                     | Harvey Hart      | Barry Trivers                     |
| 6   | Tod nach Stoppuhr               | The Color of Fury          | 28. Okt. 1970        | 9. März 1973                          | Harvey Hart      | William Wood                      |
| 7   | Einladung zum Mord              | Invitation to Murder       | 4. Nov. 1970         | 17. Nov. 1972                         | Robert Douglas   | Mel Goldberg                      |
| 8   | -                               | The Union Forever          | 11. Nov. 1970        | -                                     | George McCowan   | Chester Krumholz                  |
| 9   | Nachruf auf einen Playboy       | Epitaph for a Swinger      | 18. Nov. 1970        | 11. Mai 1973                          | Lewis Allen      | Nicholas E. Baehr                 |
| 10  | Wenn der Ruhm verblasst         | When the Shouting Dies     | 25. Nov. 1970        | 23. März 1973                         | Robert Totten    | Robert Dozier, Robert Goodwin     |
| 11  | Der Sündenbock                  | The Soldier                | 2. Dez. 1970         | 27. Apr. 1973                         | Lewis Allen      | Stephen Kandel                    |
| 12  | -                               | Quadrangle for Death       | 16. Dez. 1970        | -                                     | Nicholas Webster | Norman Katkov, Stephen Kandel     |
| 13  | Der dunkle Punkt                | Passing Fair               | 30. Dez. 1970        | 6. Apr. 1973                          | Arnold Laven     | Warren Duff                       |
| 14  | Das letzte Rendezvous           | The Titan                  | 7. Jan. 1971         | 23. Feb. 1973                         | George McCowan   | Richard Carr, Robert C. Dennis    |
| 15  | Die Todeskette                  | Death Chain                | 21. Jan. 1971        | 22. Dez. 1972                         | Ralph Senensky   | Robert C. Dennis                  |
| 16  | -                               | Dead Witness to a Killing  | 28. Jan. 1971        | -                                     | Ralph Senensky   | Arthur Weingarten                 |
| 17  | Der Richter                     | The Law                    | 4. Feb. 1971         | 1. Sep. 1972                          | Ralph Senensky   | Mel Goldberg                      |
| 18  | -                               | The Worst Crime            | 11. Feb. 1971        | -                                     | Gerald Mayer     | Richard H. Landau                 |
| 19  | Karussell der Lügen             | Circle of Lies             | 18. Feb. 1971        | 3. Nov. 1972                          | Richard Benedict | Harry Kronman                     |
| 20  | Das große Rennen                | Trackdown                  | 25. Feb. 1971        | 25. Mai 1973                          | Jerry Jameson    | Rick Husky                        |
| 21  | Die letzte Kugel für den Helden | Bullet for a Hero          | 4. März 1971         | 19. Jan. 1973                         | Ralph Senensky   | Nicholas E. Baehr                 |
| 22  | Karriere mit kleinen Fehlern    | The Manufactured Man       | 11. März 1971        | 18. Aug. 1972                         | Richard Benedict | Robert C. Dennis, Howard Dimsdale |
| 23  | Tod eines Boxers                | The Meal Ticket            | 18. März 1971        | 5. Jan. 1973                          | Seymour Robbie   | Robert L. Collins                 |
| 24  | -                               | Days of Rage               | 25. März 1971        | -                                     | Ralph Senensky   | Richard H. Landau, Stephen Kandel |
| 25  | Ein tödliches Geschenk          | Prognosis: Homicide        | 1. Apr. 1971         | 6. Okt. 1972                          | Virgil W. Vogel  | Robert C. Dennis                  |
| 26  | Das Porträt eines Mörders       | The Assassin               | 8. Apr. 1971         | 2. Feb. 1973                          | Gene Nelson      | Mel Goldberg                      |

## Produktion
Die Serie basiert auf dem Fernsehfilm House on Greenapple Road von Regisseur Robert Day aus dem Jahr 1970. Die Rollen von Dan Oakland, Sgt. Wilentz und Chief Untermeyer wurden darin von Christopher George, Barry Sullivan und Keenan Wynn gespielt. Ursprünglich fürs Kino gedreht, wurde der Film um 30 Minuten zusammengeschnitten und direkt im Fernsehen bei ABC ausgestrahlt.
Die Serie wurde nach einer Staffel wegen nicht ausreichender Einschaltquoten eingestellt. Nachdem Burt Reynolds mit Beim Sterben ist jeder der Erste den Durchbruch zum Star geschafft hatte, wurde die Serie einige Male mit Erfolg wiederholt.

## Rezeption
Dan Oakland erreichte zwar für eine zweite Staffel nicht genug Zuschauerinteresse, wurde jedoch bei Fans ein Wiederholungs-Favorit, insbesondere nachdem Reynolds mit seiner aufstrebenden Filmkarriere Mitte der 70er Jahre an Popularität gewonnen hatte. CBS strahlte die Serie sowohl auf The CBS Late Movie als auch in der Hauptsendezeit im Sommer von 1973 und 1975 an ein größeres Publikum aus.

## Auszeichnungen
- Golden Globe Awards 1971: Nominierung in der Kategorie Bester Darsteller in einer Fernsehserie – Drama für Burt Reynolds